# Jean-Claude Petit
Jean-Claude Petit (* 14. November 1943 in Vaires-sur-Marne) ist ein französischer Komponist, der vor allem als Verfasser von Chansons, Arrangeur und Filmkomponist hervorgetreten ist.

## Leben und Wirken
Petit studierte am Collège National Superieur de la Musique in Paris und wurde dort mit Ersten Preisen in Harmonie,  Fuge und Kontrapunkt ausgezeichnet. Während seines Studiums begleitete er in den Pariser Jazzclubs amerikanische Stars wie Dexter Gordon, Johnny Griffin oder Kenny Clarke.
Seit 1970 legte Petit drei Popjazz-Alben unter eigenem Namen vor. Daneben arbeitete er für Julien Clerc, Serge Lama, Sheila, Claude François, Mink DeVille (Le Chat Bleu), Joan Baez, Michel Sardou, Alain Souchon, Sylvie Vartan, Jairo, Mort Shuman und Gilbert Bécaud. Als Arrangeur und Pianist unterstützte er Philip Catherine bei dessen Album Babel (1980).
Petit schrieb zudem Musik für Theaterstücke von Robert Hossein, Victor Haïm sowie zahlreiche andere Erfolge. Seit 1982 komponierte er Filmmusiken, etwa zu Cyrano von Bergerac, Die Playboys und Jean Florette. Daneben verfasste er zwei Opern Sans Famille (2007 in Nizza) und Colomba (2014 in Marseille).

## Filmografie (Auswahl)
- 1984: Meilensteine des Lebens (Tranches de vie)
- 1984: Die Abrechnung (L'Addition)
- 1986: Jean Florette
- 1986: Manons Rache (Manon des sources)
- 1987: Insel der Meuterer (L’Île)
- 1989: Die Rückkehr der Musketiere (The Return of the Musketeers)
- 1990: Cyrano von Bergerac (Cyrano de Bergerac)
- 1990: La grande dune
- 1990: Uranus
- 1991: Mayrig – Heimat in der Fremde (Mayrig)
- 1992: Die Playboys (The Playboys)
- 1993: Lady Chatterley (Miniserie)
- 1994: Bittersüße Küsse (Foreign Student)
- 1994: Land der verlorenen Kinder (Nobody’s Children, Fernsehfilm)
- 1995: Der Husar auf dem Dach (Le Hussard sur le toit)
- 1996: Désiré
- 1996: Beaumarchais – Der Unverschämte (Beaumarchais, l’insolent)
- 2000: Lumumba
- 2000: Les Misérables – Gefangene des Schicksals (Les Misérables)
- 2009: Visage
- 2017: Steht auf, Genossinnen! (Mélancolie ouvrière)

## Auszeichnungen (Auswahl)
BAFTA Award
- 1992: Auszeichnung mit einem BAFTA Award für Cyrano von Bergerac

César
- 1991: Auszeichnung für Cyrano de Bergerac.